# Succentor
Succentor (von lateinisch succino ‚nachsingen‘ auch: Subcantor‚ Nachsänger‘, von sub ‚unter, nach‘ und cano ‚singen‘) ist die Bezeichnung für ein kirchenmusikalisches Amt. Der Succentor war dem Praecentor zugeordnet und antwortete diesem bei antiphonalen Wechselgesängen, als zweiter Choraufseher war er Stellvertreter des Präzentors.
In mittelalterlichen Kathedralen übte dieses Amt ein oft akademisch gebildeter Musiker aus. Auf die Dauer übernahm er dort die eigentlich musikalischen Aufgaben, während der Präzentor für die gesamte Liturgie verantwortlich war und häufig gleichzeitig als Bibliothekar amtierte.
In protestantischen Schulchören bezeichnet es den Vertreter und Gehilfen des Chorleiters.
Johann Gottfried Walther, Musikalisches Lexicon von 1732: „succenteur (gall.) succentor (lat.) also heisset an einigen Cathedral-Kirchen in Franckreich der Unter=Cantor. Sonsten bedeutet es auch einen Bassisten“.